# Carlos Contreras (Fußballspieler, 1995)
Carlos Alfredo Contreras Zambrano (* 22. Januar 1995 in Santiago) ist ein ehemaliger chilenischer Fußballspieler, der meistens als Mittelfeldspieler eingesetzt wurde. 

## Karriere
Carlos Contreras, auch als Colocho bekannt, begann seine Karriere in der Jugend vom CSD Colo-Colo und unterschrieb 2014 einen Profivertrag. Er gewann die Meisterschaften Clausura 2014 und Apertura 2015, kam jedoch kaum zu Einsätzen. Contreras wurde für die Saison 2016/17 an den AC Barnechea verliehen, mit dem er den Aufstieg aus der Segunda División in die Primera B schaffte. Nach der Leihe wurde er von Deportes Valdivia fest verpflichtet. Nach einem halben Jahr unterschrieb der Mittelfeldspieler bei Rodelindo Román. Nach der Saison 2021 beendete er im Alter von 26 Jahren seine Karriere.

## Erfolge
Colo-Colo
- Chilenischer Meister: 2013/14-C, 2015/16-A

AC Barnechea
- Meister der Segunda División: 2016/17